# Будриха
Будриха — деревня в Харовском районе Вологодской области.
Входит в состав Михайловского сельского поселения, с точки зрения административно-территориального деления — в Михайловский сельсовет.
Расстояние по автодороге до районного центра Харовска — 18,5 км, до центра муниципального образования Михайловского — 1,5 км.
По переписи 2002 года население — 45 человек (24 мужчины, 21 женщина). Преобладающая национальность — русские (98 %).